# التطور التناسلي المشترك في التين

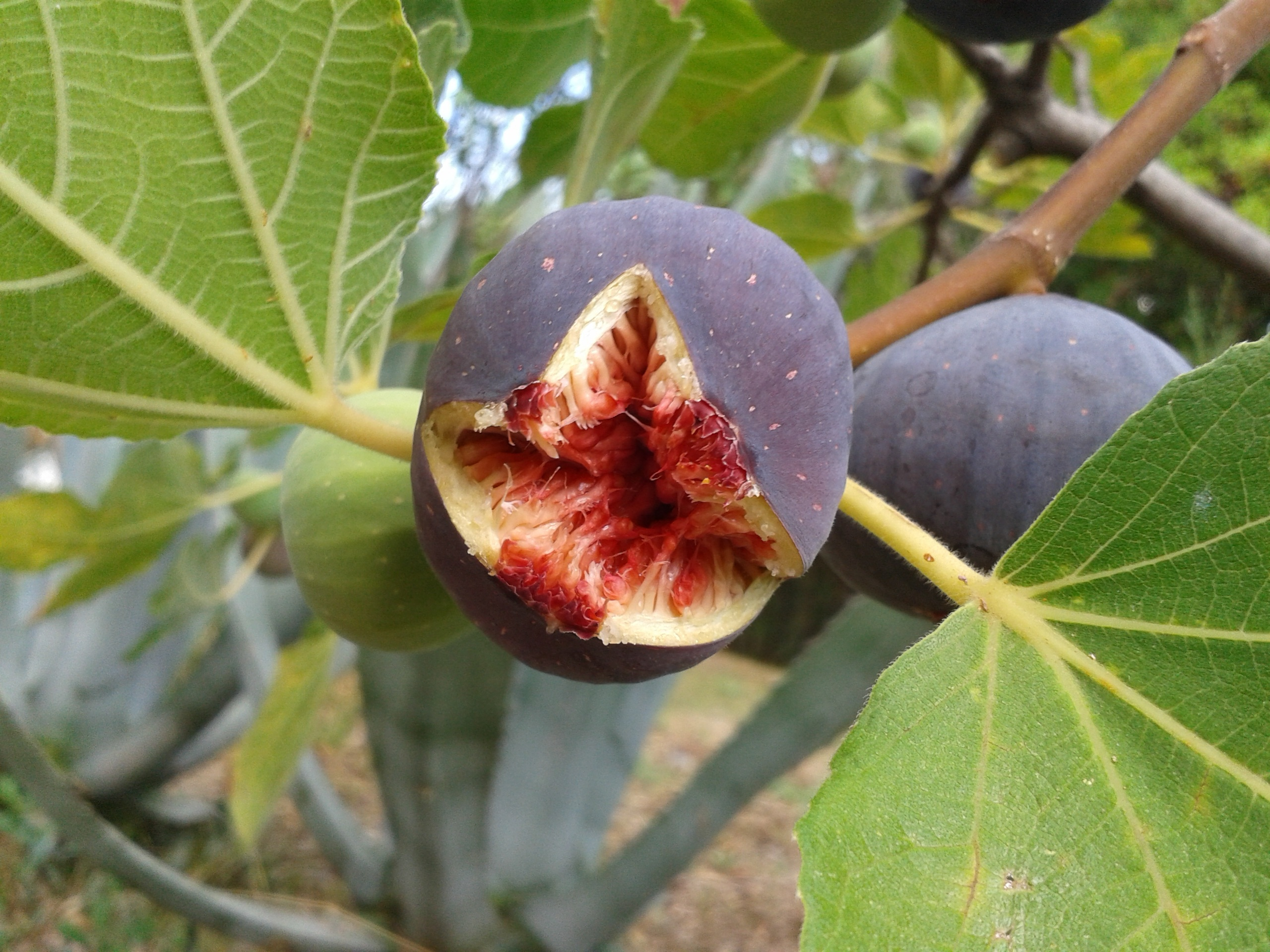

يشتمل جنس التين على 800 نوع من الكروم والشجيرات والأشجار، التي يتمّ تحديدها من خلال ثمارها التينيّة، وهي الأوعية الشبيهة بالفواكه التي تحمل في داخلها إمّا الأزهار الأنثوية أو غبار الطلع. بالإضافة لكونه يُزرع من قبل البشر لآلاف السنين، فإنّ التين معروف أيضًا بالتعايش متبادل المنفعة مع زنبور التين بالإنكليزيّة fig wasp.
تنتج أشجار التين إمّا فاكهة خنثى تعرف باسم التين البرّي (بالانكليزية (caprifigs أو التين الأنثوي، من بين النوعين السابقين يعتبر التين الأنثوي الوحيد القابل للأكل من قبل البشر. تساعد دبابير التين على تلقيح التين مقابل الحصول على مكان آمن للبيض واليرقات، وذلك عن طريق الزحف داخل الحفرة الصغيرة في قمة التين، والتي يطلق عليها اسم الفويهة (بالانكليزية ostiole)، دون معرفة ما إذا كانت تزحف داخل نبات تين برّي أو تين أنثوي. إذا زحفت أنثى الزنبور في التين البرّي، يمكنها أن تضع بيضها بنجاح وتموت بعدها داخل الثمرة. يفقس الذكور أولاً، وتتزاوج مع الإناث، وتحفر الأنفاق في نبتة التين البرّي، وبعدها تموت. أمّا الإناث، فإنها تطير لتعيد دورة الحياة نفسها مرّة أخرى بعد أن أصبحت مغطّاةً بغبار الطلع من ثمرة التين. أمّا إذا زحفت أنثى الزنبور في تين أنثوي، فلن تكون قادرة على وضع بيضها بنجاح على الرغم من تلقيح التين بغبار الطلع من الفصيلة التي سكنتها مسبقاً. مع نموّ الثمرة فإنّ التين الأنثوي سيمتصّ جسم أنتى الزنبور مع بيضها.

## التاريخ
أشار أرسطو في كتابه تاريخ الحيوانات إلى أنّ التين البري يحتوي على نوع من الدبابير (التي تسمى باللغة الإنكليزية psenes ) التي تبدأ حياتها كيراقات، وفيما بعد تنقسم قشرة التين سامحة لدبابير البسين Psen بالخروج منها نحو ثمار التين المزروع، مانعةً إيّاها من السقوط. وأشار كذلك إلى أن المزارعين اليونانيين قد زرعوا التين البري بجانب التين المزروع، وربطوا ثمار التين البري إلى أشجار التين المزروع.

## الآليات والنتائج
وعمومًا، يمكن تفسير التطور المشترك للتين والدبابير من خلال خصوصية التين كمضيف ونزعة أنواع الزنبور لتتردّد على مضيفات مختلفة عن تلك الموجودة في نبات التين الأصلي التي بدأت حياتها فيه، مما يزيد من احتمالية وجود الأنواع الهجينة والأنواع الجديدة في نهاية المطاف.

### سيطرة التين في حالة التعايش متبادل المنافع
يتحكّم التين إجمالاً في التعايش التكاثري متبادل المنافع مع دبابير التين من خلال انتقائيته العالية في اختيار الملقّحات. تكمن المساهمة في تطوّر التين في أنّ طريقة تحديد الملقّحات فيه هي آلية سابقة للزيجوت (قبل اللاقحة، بالانكليزيّة pre-zygotic) من الانعزال التكاثري بين الأنواع النباتية في سلالات مختلفة من البذور الوعائية ذات درجات متفاوتة من الانتواع ومن تدفّق الجينات في المناطق الهجينة. وقد ثبت ذلك من خلال الانتقائية العالية للمضيف والنسب المنخفضة لمشاركة الملقحات التي وجدت عند دراسة ملقّحات التين، خاصّة في أجناس دبابير Ceratosolen و Kradibia. تتضمّن الأمثلة التشكّليّة لهذه الانتقائيّة علاقة قطر الفويهة (في ثمرة التين) مع عرض رأس أنواع معيّنة من الدبابير (ملقّحيها)، ففي حين أن قطر فويهة تين F. wassa يبلغ 1,1-1,5 مم، فإن متوسّط عرض رأس ملقّحها دبور K. wassae هو 0.58 ملم.

### مشاركة الملقحات
تؤثّر مشاركة الملقّحات على سلامة الأنواع النباتية، وتحديد أنواع التين، وعلى أهمّيّة تبديل المضيف في تشكيل التاريخ التطوري لتبادليّة المنافع. يمكن أن تؤدّي مشاركة الملقّحات إلى أنواع جديدة من المضيف -كما هو موضح في التطوّر المشترك للملقح والمضيف من التين أحادي المسكن (ذو أزهار ذكرية وأنثوية في نبتة واحدة) الاستوائي- ويمكن أن تؤدّي أيضاً إلى تبديله. ويمكن أن يؤدّي ذلك إلى التهجين بين الأنواع في كل من الدبابير والتين. وهناك احتمال نادر بأن يتطور الخداع في الاقتران مع تبديل مضيف الملقحات. بمعنى آخر، لن تكون الأنواع المشاركة بالمضيف أنواعاً شقيقة وقد تتنافس على الموارد. كما ظهر أصل الخداع في سلالة متبادلة المنفعة في عث اليكّة.

### الانتواع المشترك
تشير التحليلات إلى أن الانتواع المشترك قد حدث بالفعل في تاريخ التطوّر متبادل المنافع بين التين والدبابير Ficus-wasp على الرغم من وجود بعض الاختلافات الهامّة في سلالات التين والملقّحات. خلافًا للاعتقاد السائد فإنّ النزاعات التطوّرية بين التين والدبابير ليست بسبب اختلاف الفرص في أنماط استبدال النوكليوتيدات في الملقّح mtDNA والتين nrDNA. علاوة على ذلك، يجب أن تكون إمكانية فرز النسب في mtDNA الملقّحة، وهو شكل من أشكال الانجراف الوراثي، منخفضة بسبب التزاوج الداخلي وصغر الحجم الفعّال للجماعات الأحيائيّة. وبالتالي، لا يبدو أن التهجين قد لعب دورًا رئيسيًا في تطوّر سلالات التين والملقّحات، وذلك استنادًا إلى أقصى اختبار محتمل.